# Antechinus subtropicus
Antechinus subtropicus е вид бозайник от семейство Торбести мишки (Dasyuridae).

## Разпространение
Видът е разпространен в Австралия.